# Georg Stefan Troller

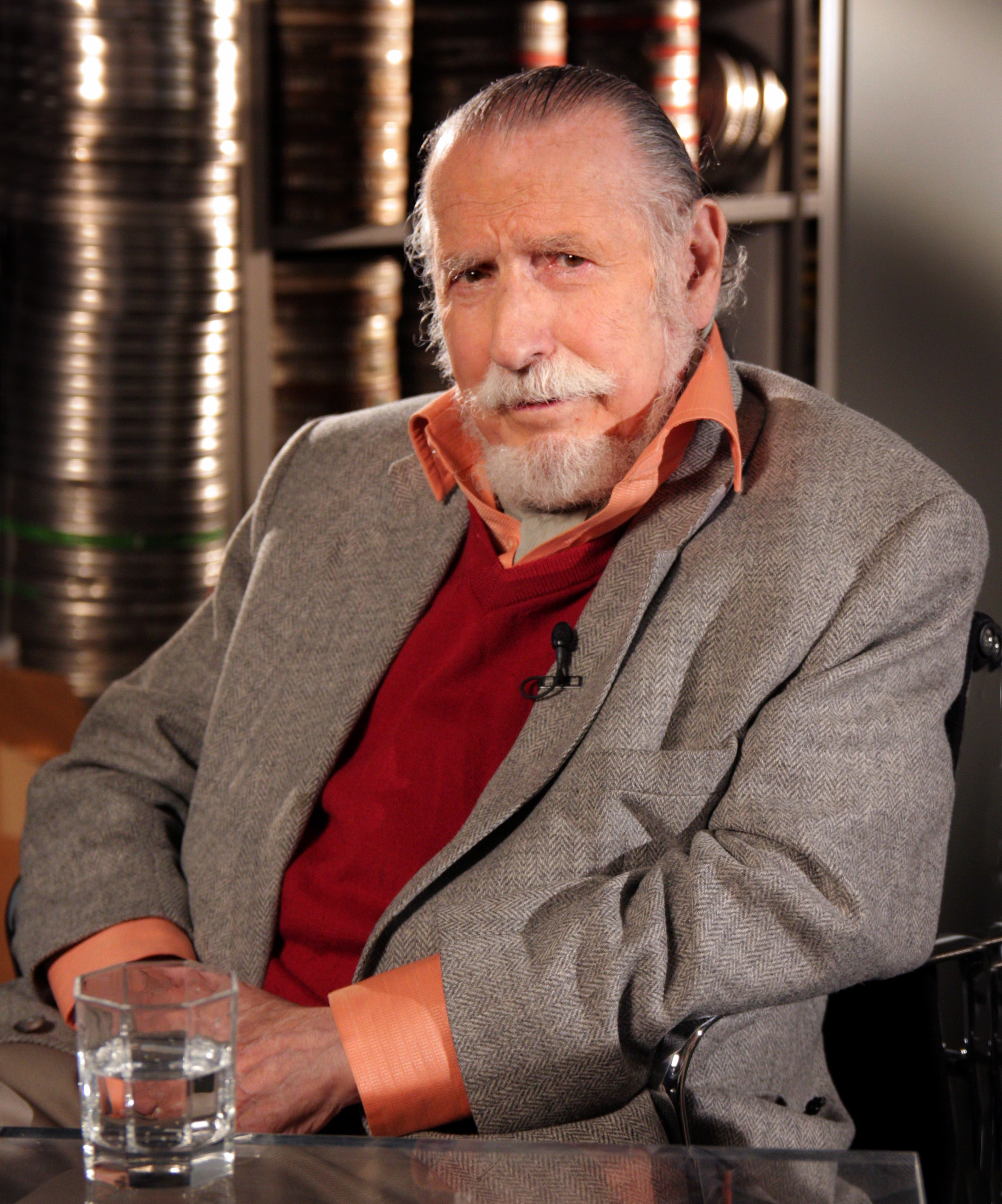
Georg Stefan Troller, im ZDF (2011) in der Sendung Vor 30 Jahren

Georg Stefan Troller (* 10. Dezember 1921 in Wien) ist ein österreichisch-US-amerikanischer Schriftsteller, Fernsehjournalist, Drehbuchautor, Regisseur und Dokumentarfilmer, der seit 1949 seinen Lebensmittelpunkt in Frankreich hat. Seine subjektive Befragungsweise von Prominenten und anderen Personen wurde zum Vorbild vieler Journalisten, Dokumentarfilmer und Talkshow-Moderatoren.

## Leben
Georg Troller ist der zweite Sohn von Karl Troller (1884–1975), einem jüdischen Pelzhändler aus Brünn, der in der Neutorgasse im 1. Wiener Gemeindebezirk ein Geschäft betrieb, und dessen Frau Wilhelmine (Vilma), geborene Pick (1894–1973). Die Familie lebte dort am Rudolfsplatz und übersiedelte später nach Wien-Döbling. In Wien besuchte er das Gymnasium. Im 1. Bezirk lernte Troller zunächst den Beruf des Buchbinders. Als es 1938 zum Anschluss Österreichs an das Deutsche Reich kam, floh er im Alter von 16 Jahren in die Tschechoslowakei und von dort nach Frankreich, wo er bei Kriegsausbruch interniert wurde. Beim Einmarsch der Deutschen gelang ihm mit zwei anderen Inhaftierten die Flucht aus dem Lager. Sie wollten per Anhalter über die Front und sich den Franzosen anschließen. Sie hatten dabei großes Glück, denn es hielten deutsche Soldaten auf Motorrädern und nahmen sie mit, ohne ihre Ausweise zu kontrollieren. Aus Angst vor Entdeckung vernichtete Troller seine Papiere in einem unbeobachteten Augenblick, was er später sehr bedauerte. 1941 erhielt er in Marseille ein Visum für die USA. Die Eltern konnten über Portugal fliehen. Von 1941 bis 1943 war Troller als Buchbinder tätig. 1943 wurde er zum Kriegsdienst eingezogen und war bis 1946 US-Soldat. Er war am 29. April 1945 an der Befreiung und Dokumentation des KZ Dachau sowie am 1. Mai 1945 an der Einnahme Münchens beteiligt. Aufgrund seiner Deutschkenntnisse wurde er von der US-Armee bei der Vernehmung von Kriegsgefangenen eingesetzt. Zudem wurde er Reporter des Armeesenders Radio München.
Nach Kriegsende versuchte Troller in Österreich heimisch zu werden, fühlte sich dort jedoch fremd. Beim Wiener Sender Rot-Weiß-Rot initiierte er die Sendereihe XY weiß alles. Danach kehrte er in die USA zurück und studierte von 1946 bis 1949 Anglistik mit Abschluss als B. A. an der University of California und Theaterwissenschaft an der Columbia University in New York, wo er 1949 einen Abschluss als M. A. erhielt.
Ein Fulbright-Stipendium für ein Studium an der Sorbonne in Paris führte Troller 1949 nach Europa. Er war 1951 für Vergleichende Literaturwissenschaft an der Sorbonne eingeschrieben, doch zum Studium kam es nicht mehr, da er ein Angebot des RIAS Berlin (Rundfunk im amerikanischen Sektor) erhielt, für den er fortan als Hörfunkreporter arbeitete. Ab 1952 war er für Medien aus den USA, Kanada, Österreich und der Bundesrepublik Deutschland Paris-Korrespondent (in Rundfunk, Fernsehen und Presse). In Deutschland wurde er vor allem als WDR-Fernsehreporter in seiner Sendung Pariser Journal (1962–1971) bekannt. Von 1971 an war Troller Sonderkorrespondent des ZDF mit Sitz in Paris. 1972 begann er die ZDF-Sendereihe Personenbeschreibung, in der er im Laufe von 22 Jahren prominente Künstler und unbekannte Zeitgenossen sowie ungewöhnliche Lebensschicksale vorstellte.
Seit 1949 lebt Troller in Paris. Er ist Mitglied der Akademie der Künste Berlin.
2019 erschien in der Literaturzeitschrift Sinn und Form die Druckfassung eines Gesprächs im Begleitprogramm zur Ausstellung »Kinder im Exil«, das am 5. Juli 2016 in der Akademie der Künste geführt wurde. Troller sagte hier: »Ich werde immer wieder gefragt, ob Frankreich oder Amerika meine Heimat ist: Eine Heimat kann man sich nicht wieder aufbauen, das funktioniert nicht.«
Zu seinem 100. Geburtstag wurde er in mehreren Hörfunk- und TV-Beiträgen gewürdigt. 2021 erhielt er nach zahlreichen früheren Ehrungen das Große Verdienstkreuz des Verdienstordens der Bundesrepublik Deutschland.
Im Mai 2023 verlieh der PEN Berlin dem 101-jährigen Troller die Ehrenmitgliedschaft.

### Die Kunst des Interviews
In den 1940er Jahren schrieb Troller kurze Geschichten und Glossen in Paris (einige dieser Texte wurden erst zu Trollers 100. Geburtstag vom Filmwissenschaftler Wolfgang Jacobsen in dem Buch Der Unnötige veröffentlicht), über die der Journalist Helmut Böttiger befand, bereits in ihnen bemerke man „die unverschnörkelte Direktheit, mit der Troller später in seinen Personenbeschreibungen im Fernsehen berühmt wurde, und den differenzierten, genauen Blick sowie die dialogische Kunst seines Pariser Journals“. Nach eigenen Angaben führte Troller zwischen 1200 und 1500 Interviews.

Troller bei einer Lesung in der Georgsbuchhandlung Hannover 1990

Im Jahr 1962 begann er im Auftrag des Westdeutschen Rundfunks mit der Produktion des von der ARD gesendeten Pariser Journals. 1971 wurde er Sonderkorrespondent des ZDF in Paris. Dort begann er mit der siebzig Folgen umfassenden TV-Sendereihe Personenbeschreibung, die für das journalistische Genre des Interviews stilbildend wirkte. Anfänglich war seine betont subjektive Befragungsweise unter Fernsehredakteuren verpönt und nur geduldet, denn Dokumentationen hatten stets das Gebot der Neutralität zu erfüllen. Allmählich wurde seine einfühlsame wie kritische Methode der Personenbefragung jedoch zum Vorbild für viele weitere Journalisten. Ein Beispiel ist die Gesprächsreihe Gero von Boehm begegnet …, die sich in jeder Folge nur einer Persönlichkeit widmete.
Troller war immer daran interessiert, die verborgenen persönlichen Geheimnisse der Interviewten aufzudecken. Die von Journalisten bediente Sensationslust bezeichnete er einmal selbstironisch als „Menschenfresserei, die vom warmen Blut ihrer Opfer lebt“. Zu seinen Vorbildern zählte er Karl Kraus. Trollers primäre Triebfeder jedoch war es nach eigener Aussage immer, seine natürliche, durch Flucht und Verfolgung gesteigerte Menschenscheu zu überwinden. Indem er ausgewählten Menschen jene zeitlosen Fragen stelle, die er an sich selbst habe, habe er damit auch seinen eigenen Erfahrungshorizont als Mensch und Filmemacher erweitert.
Troller führte journalistische Gespräche mit Jean-Paul Belmondo, Edith Piaf, Konrad Adenauer, Ingrid Bergman, Orson Welles, Marlene Dietrich, Peter Handke, Ron Kovic, Pablo Picasso, Woody Allen, Gisèle Freund, Josephine Baker, Lauren Hutton, Eduard VIII. und vielen weiteren Persönlichkeiten der Zeitgeschichte.

### Privates
Aus erster, geschiedener Ehe mit der britischen Journalistin Davina Hughes stammt seine älteste Tochter, Fenn. Ab 1976 war er mit der gebürtigen Hamburgerin Kirsten Lerche verheiratet und hatte mit ihr ebenfalls eine Tochter, Tonka. Seine zweite Frau starb 2018 und wurde auf dem Cimetière de Montmartre beigesetzt.
An Originalschauplätzen drehte Troller eine nachdenkliche Selbstbeschreibung (in erweiterter Form 2009 bei Artemis & Winkler erschienen), die zu seinem 80. und 90. Geburtstag im Bayerischen Fernsehen gezeigt wurde.
Im Jahr 2022 nahm er die österreichische Staatsbürgerschaft wieder an.
„Österreicher jüdischer Herkunft, den Nazis nur knapp entkommen, heute als Amerikaner in Paris lebend, fühlt sich Troller dem deutschen Sprachraum zugehörig“, heißt es auf dem Klappentext eines Buches über ihn.

## Werke

### Regie
- 1962–1971: Pariser Journal (50 Folgen)
- 1967: Seemann im Sattel (2-teilige Biografie Jack Londons)
- 1968: Wolf ohne Halsband. Bilder aus dem Leben von Paul Gauguin
- 1968: Tierra y Libertad! Die Mexikanische Revolution
- 1971–1993: Personenbeschreibung (70 Folgen à 1 Porträt)
- 1971: Am Rande der bewohnbaren Welt – Das Leben des Dichters Arthur Rimbaud
- 1972: La Violencia. Gewalt in Guatemala
- 1973: Knef '73. Was sie sagt, was sie singt und wie man über sie spricht
- 1978: Schauplätze der Weltliteratur. Madame Bovary in der Normandie
- 1980: Vive la vie. Arthur Rubinstein im Gespräch
- 1981: Karl Kraus – verhaßt, verliebt. (Auch Drehbuch)
- 1984: Die rote Jungfrau. Aus dem Leben der kommunistischen Mystikerin Simone Weil
- 1984: Robert Badinter – Das Ende der Guillotine. (Auch Drehbuch)
- 1985: Stan Rivkin – Der letzte Kopfgeldjäger. (Auch Drehbuch)
- 1991: Père Aristide – Letzte Chance für Haiti. (Auch Drehbuch)
- 1992: Guatemala – Land im Todesfieber
- 1993: Mord aus Liebe. (Auch Drehbuch)
- 1993–1999: Zeugen des Jahrhunderts (je eine Sendung mit Gisèle Freund, Georg K. Glaser, Nachum Tim Gidal, George Weidenfeld, Paul Parin)
- 1995: Liebe in Hollywood. (Auch Drehbuch)
- 1995: Unter Deutschen. Eindrücke aus einem fremden Land. (Auch Drehbuch)
- 1998: Wolfgang Clement. Ein deutscher Politiker. (Auch Drehbuch)
- 1998–2003: Hollywood-Profile. (Je ein Film über Lauren Hutton, John Malkovich, Isabella Rossellini, Kirk Douglas, Woody Allen, Andy García) (Auch Drehbuch)
- 1999: Bennent mal vier – Porträt einer berühmten Familie. (Auch Drehbuch)
- 2001: Selbstbeschreibung. An Originalschauplätzen in Wien, Prag und Paris („Autobiofilmie“ nach eigener Buchvorlage, vgl. 1988, 2009)
- 2001: Amok! (Auch Drehbuch)
- 2003: Loki Schmidt – Leben als Abenteuer
- 2004: Tage und Nächte in Paris. (Auch Drehbuch)[22]

### Drehbücher
außerhalb eigener Regiearbeiten
- 1973: Ein junger Mann aus dem Innviertel. Regie: Axel Corti. Dokumentarspiel über die Jugend von Adolf Hitler
- 1976: Der junge Freud. Regie: Axel Corti
- 1981: Wohin und zurück – An uns glaubt Gott nicht mehr. Trilogie über die eigene Emigration, Regie: Axel Corti, Drehbuch zusammen mit Axel Corti
- 1986: Wohin und zurück – Santa Fe. Regie: Axel Corti, Drehbuch zusammen mit Axel Corti. Buchausgabe: Santa Fe – Ein Drehbuch. Fernsehspiel-Bibliothek, Residenz-Verlag, Salzburg 1985
- 1986: Wohin und zurück – Welcome in Vienna. Regie: Axel Corti, Drehbuch zusammen mit Axel Corti
- 2002: Gebürtig. Mit Robert Schindel[23]
- 2009: Wohin und zurück – Die Axel-Corti-Trilogie. Buchausgabe der drei Drehbücher An uns glaubt Gott nicht mehr, Santa Fe und Welcome in Vienna. Mit einem Nachwort von Ruth Beckermann. Verlag der Theodor Kramer Gesellschaft.

### Bücher, Hörbücher
Autobiographie
- Selbstbeschreibung. Rasch & Röhring, Hamburg 1988, ISBN 978-3-89136-149-8
- Selbstbeschreibung. Ergänzte Neuauflage, Artemis & Winkler, Düsseldorf 2009, ISBN 978-3-538-07276-3, auch selbst verfilmt
- Unterwegs auf vielen Straßen. Erlebtes und Erinnertes, Edition Memoria, Köln 2016, ISBN 978-3-930353-36-1
- Meine ersten 100 Jahre. Neue Geschichten und Berichte, Edition Memoria, Köln 2021, ISBN 978-3-930353-41-5

Paris, Frankreich, Wien
- Pariser Journal. Ein unkonventioneller Parisführer. Marion von Schröder, Hamburg 1966
- Pariser Gespräche. Prominenteninterviews. Marion von Schröder, Hamburg 1967
- Mein Paris. Bildband. Fischer, Frankfurt am Main 1970. Überarbeitete Ausgabe ebenda 1973
- Pariser Geschichten. Schwann, Düsseldorf 1972
- Frankreich: Schönheiten und Schätze. Umschau, Frankfurt 1984
- mit Artur Kittlitz jr: Unbekanntes Paris. Jenseits von Montparnasse. Ein Spaziergang durch das letzte „Pariser Dorf“. Düssel-Art, Düsseldorf 2000, ISBN 3-9806851-1-X
- Dichter und Bohemiens. Literarische Streifzüge durch Paris. Artemis & Winkler, Düsseldorf 2003, ISBN 3-538-07149-7
- Inhaltsangabe von 3sat
- Das fidele Grab an der Donau. Mein Wien 1918–1938. Artemis & Winkler, Düsseldorf 2004, ISBN 3-538-07188-8. Auch als von Troller gesprochene Audio-CD: Delta Music, Frechen 2006, ISBN 3-86538-227-4
- Paris geheim. Artemis & Winkler, Düsseldorf 2008, ISBN 978-3-538-07262-6
- Pariser Geschichten. Hörbuch, Patmos Audio, Düsseldorf 2009, ISBN 978-3-491-91295-3
- Pariser Esprit. Anaconda, Köln 2010, ISBN 978-3-86647-474-1
- Ein Traum von Paris: Frühe Texte und Fotografien. Corso, Wiesbaden 2017, ISBN 978-3-7374-0743-4

Begegnungen und Personenbeschreibungen
- mit Robert Lebeck (Fotograf): Der Abenteurer. Das kurze, wilde Leben des Jack London. Bertelsmann, Gütersloh 1968, DNB 458444049.
- Personenbeschreibung: Tagebuch mit Menschen. Rasch & Röhring, Hamburg 1990
- Ihr Unvergesslichen. 22 starke Begegnungen. Artemis & Winkler, Düsseldorf 2006, ISBN 3-538-07216-7
- Lebensgeschichten. Die Stars, Die Heiligen, Die Poeten, Die Sünder, Die Autoren, Die Künstler. Artemis & Winkler, Düsseldorf 2007, ISBN 978-3-538-07247-3
- Liebe, Lust und Abenteuer. 97 Begegnungen meines Lebens. Corso, Wiesbaden 2019, ISBN 978-3-7374-0754-0

Erzählung
- Vogelzug zu anderen Planeten: Der kleine Prinz und sein Fuchs treffen Pinocchio, Max und Moritz, Lolita und weitere, Karl Rauch, Düsseldorf 2011, ISBN 978-3-7920-0153-0
- Der Unnötige. Frühe Texte, Verbrecher Verlag, Berlin 2022, ISBN 978-3-95732-537-2

## Auszeichnungen

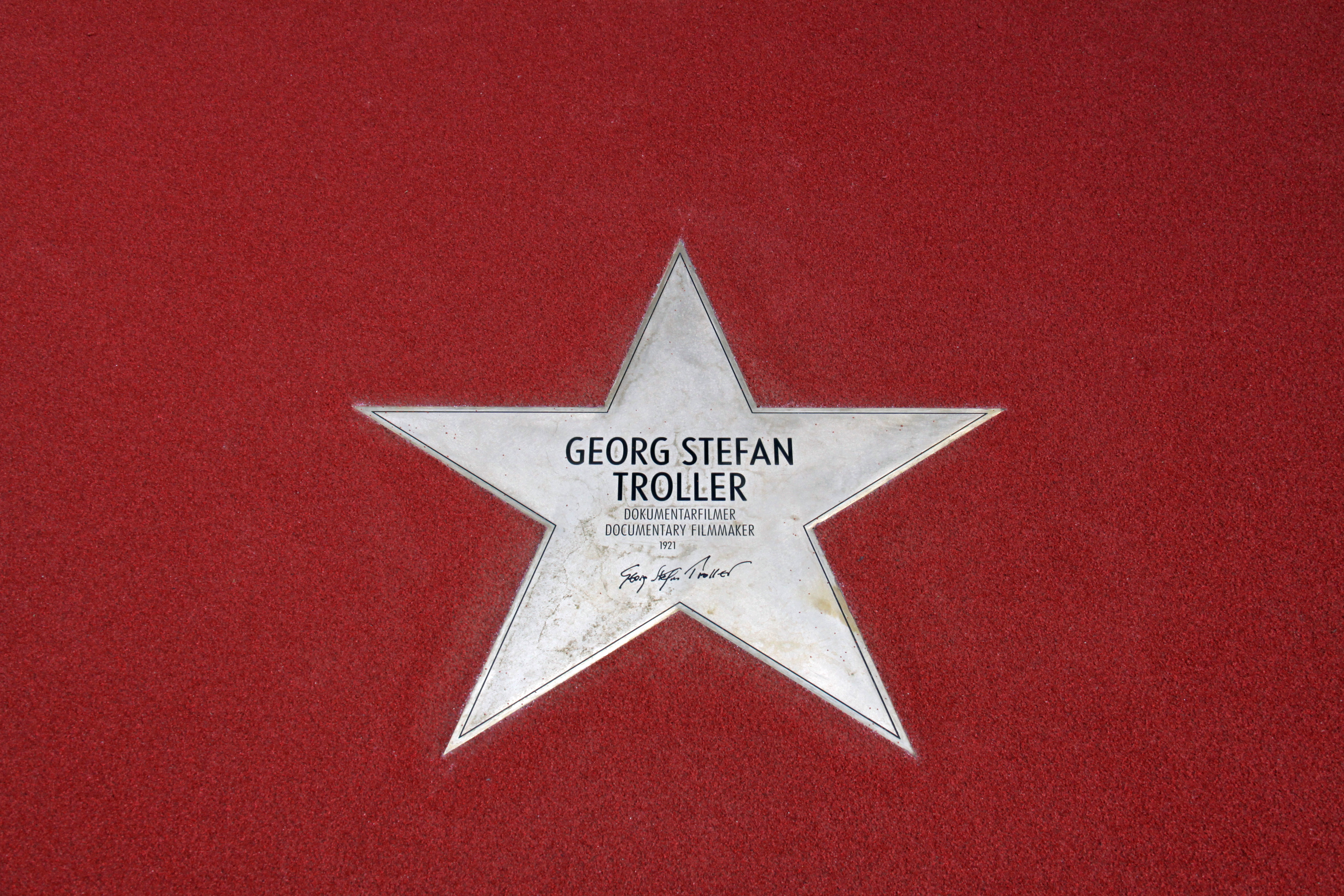
Stern von Georg Stefan Troller auf dem Boulevard der Stars in Berlin

- 1965: Sonderpreis der Landesregierung Nordrhein-Westfalen für Pariser Journal
- 1966: Goldene Kamera der Zeitschrift Hörzu, für hervorragende Fernseharbeit
- 1967: Adolf-Grimme-Preise, in Gold für die WDR-Dokumentation Paris 1925 – Shakespeare & Co. und für die NDR-Produktion Cinq Colonnes à la Une
- 1967: Goldene Nymphe von Monte Carlo für Paris 1925
- 1968: Berliner Kunstpreis
- 1969: Sonderpreis der Landesregierung Nordrhein-Westfalen beim Adolf-Grimme-Preis 1969, für die Fernsehsendung Wolf ohne Halsband – Bilder aus dem Leben des Paul Gaugin
- 1973: Adolf-Grimme-Preise mit Silber für Personenbeschreibung: Seán Mac Stíofáin – Tödliche Träume in Irland (zusammen mit Carl-Franz Hutterer)
- 1973: Österreichischer Volksbildungspreis, für das Dokumentarspiel Junger Mann aus dem Innviertel – Adolf Hitler
- 1974: Fernsehpreis der Österreichischen Erwachsenenbildung (Volksbildung) (und weitere zwei Male)
- 1975: Erich-Salomon-Preis der Deutschen Gesellschaft für Photographie
- 1981: Goldener Gong für Begegnung im Knast, gemeinsam mit seinem Team
- 1983: UNDA Österreich-Preis
- 1986: Goldener Gong für Wohin und zurück, gemeinsam mit Axel Corti und seinem Team
- 1986: Erster Preis des Eduard-Rhein-Preises
- 1986: Fernsehfilmpreis der Deutschen Akademie der Darstellenden Künste für die Folgen Santa Fe und Welcome in Vienna von Wohin und Zurück
- 1987: Goldene Nymphe von Monte Carlo für Wohin und zurück
- 1987: Adolf-Grimme-Preis mit Gold für Wohin und zurück, Folge2: Santa Fé (zusammen mit Axel Corti und Gernot Roll)
- 1987: Oscar-Nominierung für Welcome in Vienna durch Österreich
- 1990: Bambi
- 1991: Besondere Ehrung beim Adolf-Grimme-Preis
- 1991: Honorarprofessor des Freistaates Bayern
- 1994: Telestar für John Callahan
- 2001: Ben-Witter-Preis
- 2002: Ehrenpreis im Deutsch-Französischen Journalistenpreis, initiiert vom SR
- 2002: Verdienstkreuz 1. Klasse des Verdienstordens der Bundesrepublik Deutschland für sein Pariser Journal
- 2004: Axel-Corti-Preis
- 2005: Theodor-Kramer-Preis der Theodor Kramer Gesellschaft
- 2010: Stern auf dem Boulevard der Stars in Berlin
- 2014: Schillerpreis der Stadt Mannheim
- 2017: Großes Ehrenzeichen für Verdienste um die Republik Österreich
- 2021: Ehrenpreis des Deutschen Dokumentarfilmpreises
- 2021: Großes Verdienstkreuz des Verdienstordens der Bundesrepublik Deutschland[24]
- 2023: Ehrenmitglied von PEN Berlin[8]

## Filmporträts
- Georg Stefan Troller und sein Pariser Journal. Porträt, Deutschland, 29 Min., Buch und Regie: Heinrich Breloer, Produktion: WDR, Erstsendung: 31. August 1995 beim WDR, Inhaltsangabe von Breloer.
- „Wir sind alle Menschenfresser“. Georg Stefan Troller und seine Personenbeschreibungen. Gesprächsdokumentation, Deutschland, 123 Min., Buch und Regie: Bodo Witzke, ZDF 1998
- Georg Stefan Troller: Selbstbeschreibung. 2001, 80 Min. (Verfilmung seiner Autobiografie von 1988)
- Auslegung der Wirklichkeit – Georg Stefan Troller, Österreich, 120 Min, Regie, Buch und Produktion: Ruth Rieser, 2021 (Weltpremiere beim DOK.fest München 2021)[25][26]
- Michaela Wilhelm-Fischer: Georg Stefan Troller - Das geheime Drehbuch. Dokumentation, WDR, 2021, 60 Min. Hauptmotiv ist das Interview von Andreas Bönte mit dem fast Hundertjährigen.